# Álvares Machado
Álvares Machado este un oraș în São Paulo (SP), Brazilia. 